# The Donnas (album)
The Donnas è l'album di debutto della rock band statunitense The Donnas, pubblicato nel 1997 dalla Lookout! Records.

## La ristampa
L'album fu ristampato nel 1998.
Le ultime 9 tracce nella seconda edizione sono bonus track; sono 9 singoli che vennero pubblicati prima dell'uscita del loro primo album.

## Tracce
Tutte le tracce sono state composte da Darrin Raffaeili eccetto dove indicato.
1. Hey, I'm Gonna Be Your Girl – 1:47
2. Let's Go Mano! – 1:18
3. Teenage Runaway – 1:55
4. Lana & Steve – 1:31
5. I'm Gonna Make Him Mine (Tonight) – 2:39
6. Huff All Night – 1:44
7. I Don't Wanna Go – 1:30
8. We Don't Go – 2:28
9. Friday Fun – 1:56
10. Everybody's Smoking Cheeba – 2:10
11. Get Rid of That Girl – 1:40
12. Drive In (Mike Love, Brian Wilson) – 1:34
13. Do You Wanna Go Out With Me – 2:01
14. Rock'n'Roll Boy – 1:32
15. High School Yum Yum – 1:26
16. Boy Like You – 1:29
17. Let's Rab – 1:09
18. Let's Go Mano [original version] – 1:22
19. Last Chance Dance – 2:06
20. I Wanna Be a Unabomber – 1:30
21. Da Doo Ron Ron (Jeff Barry, Ellie Greenwich, Phil Spector) – 1:26
22. I Don't Want to Go to School – 2:04
23. I Don't Wanna Rock'n'Roll Tonight – 2:48

## Formazione
- Donna A. - voce
- Donna R. - chitarra, voce
- Donna F. - basso, voce
- Donna C. - batteria, percussioni